# El Mante
El Mante là một đô thị thuộc bang Tamaulipas, México. Năm 2005, dân số của đô thị này là 112061 người.